# یواس‌اس نوکومیس (اس‌پی-۶۰۹)
یواس‌اس نوکومیس (اس‌پی-۶۰۹) (به انگلیسی: USS Nokomis (SP-609)) یک کشتی بود که طول آن 243’ بود. این کشتی در سال ۱۹۱۴ ساخته شد.